# Ediciones 98
Ediciones 98 és una editorial fundada a Madrid el 2007. Té quatre col·leccions:
- Novela, teatro, poesia, ensayo: autors contemporànios en castellà, tant espanyola com americana. És el mascaró de proa de l'editorial. Fins a la data han publicat 100 títols. Alguns autors inclosos en la col·lecció són: Josep Pla, Pío Baroja, Ricardo Baroja, Juan Valera, César González Ruano.
- Historia social, política y literaria. Alguns autors són Santiago Riopérez y Milá, 
José Luis Abellán.
- Ediciones críticas, anotadas y comentadas. Alguns autors són .
- Biografías, autobiografías, memorias y epistolarios inéditos : textos oblidats d'interès actual. Alguns autors són Julio Caro Baroja, Wenceslao Fernández Flórez.

## Stefan Zweig
En 2021 l'editorial edita els diaris completes de Stefan Zweig. L'editor del volum d'Ediciones 98, Jesús Blázquez, ha explicat al diari El País que s'acull "a la llei anglesa, que estableix un període de la propietat intel·lectual de 70 anys després de la mort de l'autor". Segons Blázquez, aquest període és vàlid per a Zweig, que va "obtenir la nacionalitat britànica uns anys abans del suïcidi al Brasil". Zweig va morir el 22 de febrer del 1942.